# Peter Römpert
Peter Römpert (* 1944 in Eilenburg; † 6. Januar 2022 in Asperg) war ein deutscher Bildhauer, Holzschneider und Maler.

## Leben

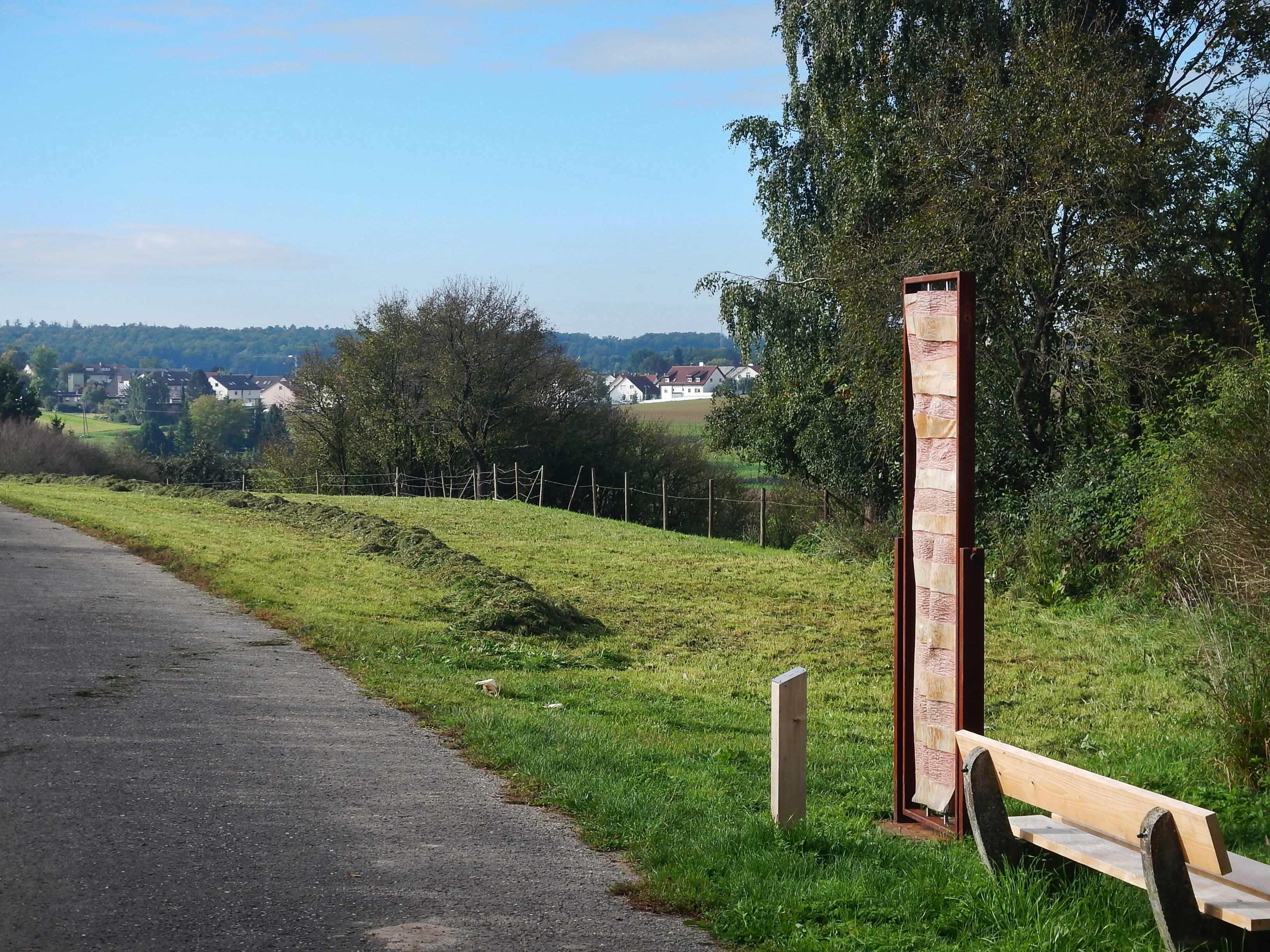
Skulptur „Urelternpaar“ aus dem Jahr 2000 – Musumsradweg bei Heckengäu

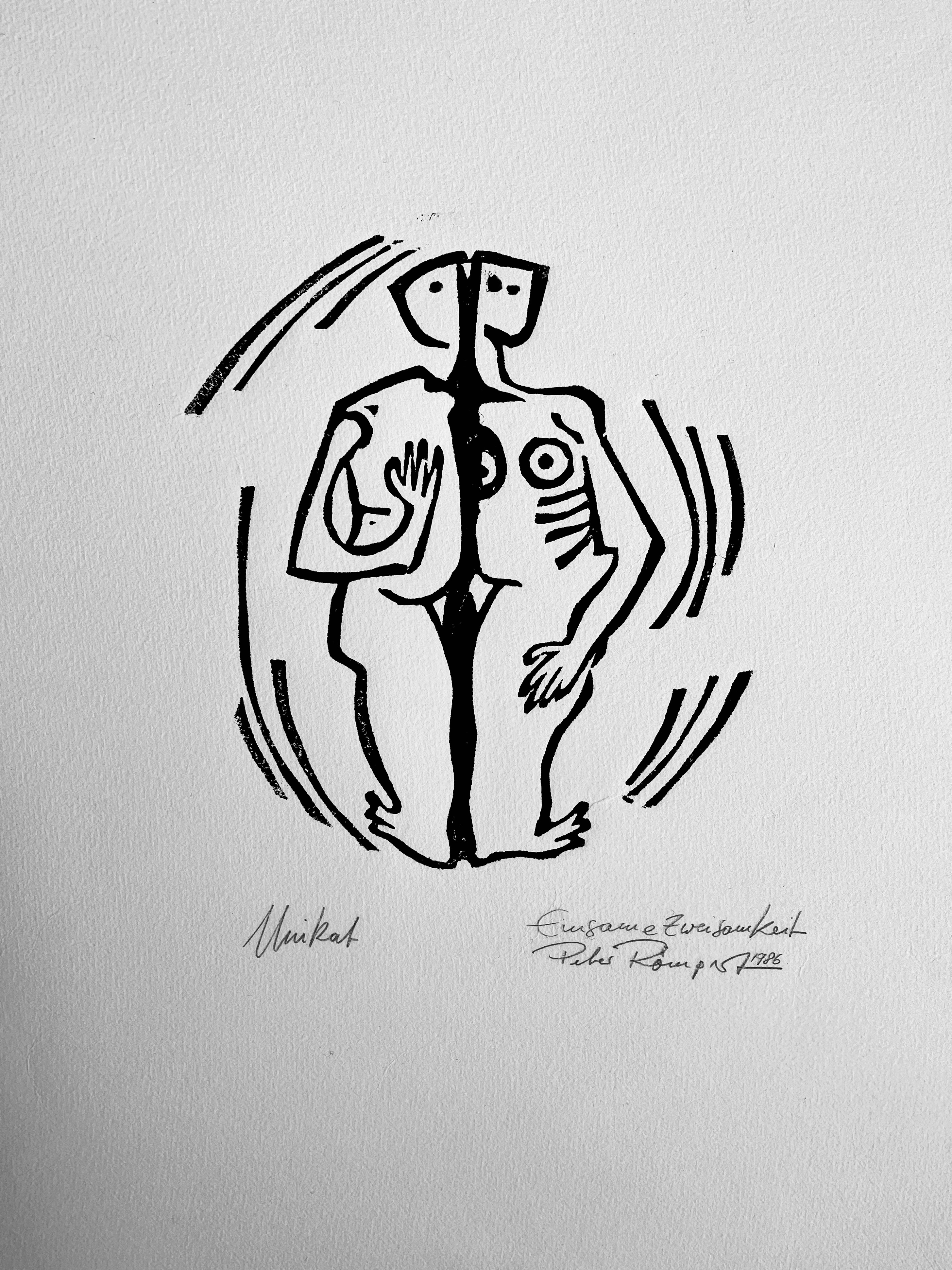
Einsame Zweisamkeit – (Kugelmensch) Holzschnitt, Peter Römpert, 1986

Römpert begann 1967 ein Studium der Gestaltung und Kunst an der Merz Akademie in Stuttgart. Dabei wandte er sich der Bildhauerei zu und studierte diese von 1968 bis 1973 an der Staatlichen Akademie der Bildenden Künste Stuttgart, von 1973 bis 1974 an der École Supérieure des Beaux-Arts in Genf. Er war Meisterschüler bei Herbert Baumann, Rudolf Daudert und Gabriel Stanulis.
Ab 1975 lebte er in Asperg und arbeitete als freischaffender Künstler in seinen Ateliers in Bietigheim-Bissingen und in den Wintermonaten auf der italienischen Insel Stromboli, wobei er sich hauptsächlich mit Skulpturen und Holzschnitten befasste. Sein bevorzugtes Arbeitsmaterial war Holz. Für Reliefs und Kleinplastiken nutzte er meist Terrakotta.
Die thematischen Schwerpunkte seines Schaffens lagen in der künstlerischen Aufarbeitung des Holocaust und des Nationalsozialismus. Auch zwischenmenschliche Beziehungen, insbesondere das Verhältnis zwischen Frau und Mann, sind zentrale Themen seines Werkes. Exemplarisch hierfür ist der 1986 geschaffene Holzschnitt Einsame Zweisamkeit, der sich auf den Mythos vom Kugelmenschen von Platon bezieht.
Die Skulptur Urelternpaar aus dem Jahr 2000 befindet sich im Besitz des Landes Baden-Württemberg und wird im Rahmen der Dauerausstellung Sculptoura im Heckengäu gezeigt.
Peter Römperts Arbeit Richtblock (2015) wurde im Jahr 2019 in den Jerg Ratgeb Skulpturenpfad aufgenommen.
Die Städtische Galerie Bietigheim-Bissingen beherbergt eine umfangreiche Auswahl von Römperts Holzschnitten.

## Wichtige Werke (Auszug)

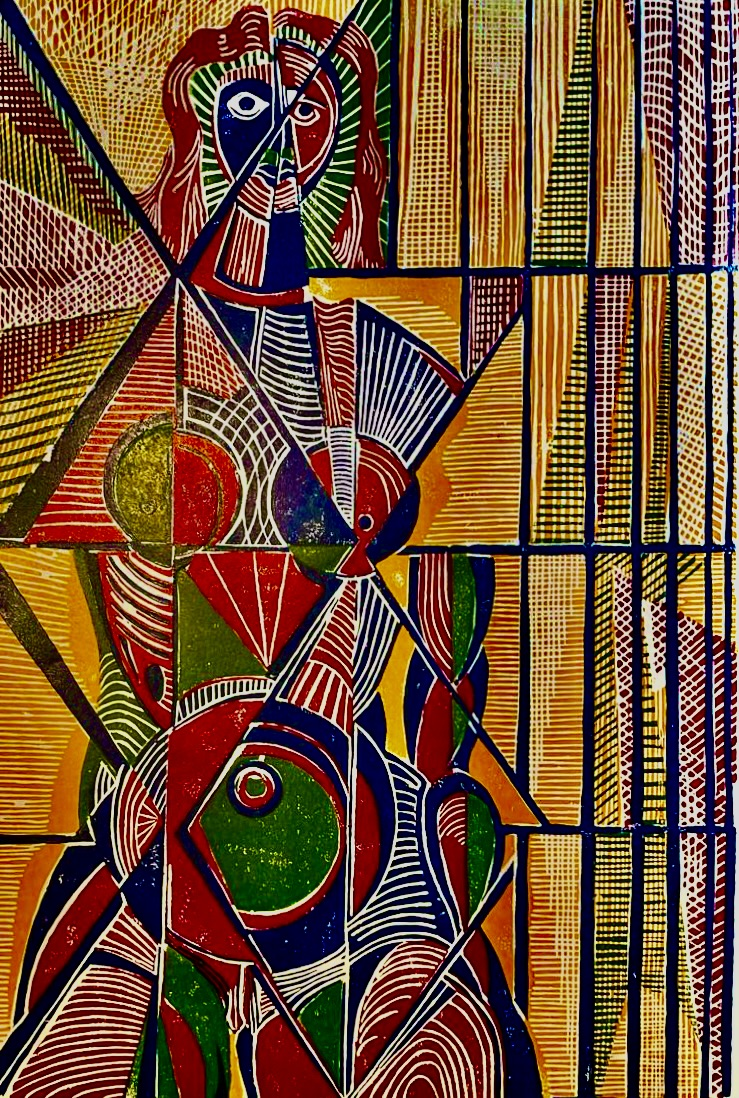
Messalina – Holzschnitt, Peter Römpert, 2004

- Einsame Zweisamkeit – Holzschnitt, 1986
- Das Urelternpaar – Holzschnitt, 1986
- Im Ghetto – Holzschnitt Reihe, 1987
- Am Broadway – Holzschnitt Reihe, 1998
- Urelternpaar – Skulptur, 2000
- Menschenstadt-Stadtmenschen – Holzschnitt Reihe, 2003
- Strahlung I + II – Holzschnitte, 2004
- Messalina – Holzschnitt, 2004
- Mädchen am Fenster – Holzschnitt Reihe, 2004
- Dialog – Holzschnitt Reihe, 2005
- Mann mit weinenden Ohren – Holzschnitt, 2007
- Richtblock – Skulptur, 2015